# Nazwy z łącznikiem miejscowości i ich części w Polsce

## Pisownia wieloczłonowych nazw miejscowości
Nazwy miejscowości i ich części oraz nazwy obiektów fizjograficznych ustalane są centralnie przez Ministra Administracji i Cyfryzacji (wcześniej przez Ministra Spraw Wewnętrznych i Administracji), który, po zasięgnięciu opinii Komisji Nazw Miejscowości i Obiektów Fizjograficznych, publikuje wykazy nazw oraz ogłasza ich zmiany. Tak ustalone nazwy są oficjalnymi nazwami urzędowymi (tzw. endonimami standaryzowanymi). Nazwy obiektów miejskich (ulic, placów, parków itp.) ustalane są natomiast na szczeblu lokalnym przez rady gmin lub miast. Tak ustalone nazwy również są nazwami urzędowymi.
Zgodnie z polskim prawodawstwem dotyczącym nazw geograficznych (od 1934 roku obowiązywało mające moc ustawy rozporządzenie Prezydenta Rzeczypospolitej o ustaleniu nazw miejscowości i o numeracji nieruchomości, zastąpione w roku 2003 ustawą o urzędowych nazwach miejscowości i obiektów fizjograficznych) jedynymi poprawnymi formami nazw są te ustalone urzędowo. Rozporządzenie mówiło wprost, iż w stosunkach publicznych wolno używać nazw miejscowości jedynie w brzmieniu urzędowym, ustalonym w trybie tego rozporządzenia. W 1948 r. rozciągnięto ten zapis również na obiekty fizjograficzne.

## Historia problemu
Wahania w pisowni tych nazw mają bardzo długą tradycję, sięgającą okresu międzywojennego, tylko PKP niezależnie od aktualnych poglądów i przepisów stosowało nazwy stacji kolejowych bez łącznika.
Po II wojnie światowej, ustalając polskie nazewnictwo na Ziemiach Odzyskanych, wprowadzono szereg wieloczłonowych nazw miejscowości pisanych bez łącznika, np. Cieplice Śląskie Zdrój. Zapewne pod tym wpływem analogiczną pisownię stosowano również do innych miejscowości.
Pisownia z łącznikiem została wprowadzona uchwałą Komitetu Językoznawstwa PAN z 20 stycznia 1956 r. i uwzględniona w XII wydaniu Pisowni polskiej PAN z 1957 roku, gdzie zalecono, aby w nazwach miejscowych składających się z dwóch członów wyrażonych rzeczownikami stosować łącznik, np. Warszawa-Okęcie, Warszawa-Praga, Kraków-Prokocim, Piwniczna-Zdrój. Zasada pisowni z użyciem łącznika w nieco innym sformułowaniu znalazła się również m.in. w Słowniku ortograficznym języka polskiego M. Szymczaka (I. wyd. 1975).
Stanisław Jodłowski, językoznawca i współautor jednego ze słowników ortograficznych, uważał tę nową regułę za błędną, sprzeczną z polską tradycją narodową, logicznymi zasadami analizy nazw dwuwyrazowych, poglądami Komisji Ustalania Nazw Miejscowych i Fizjograficznych i dotychczasowymi decyzjami rządowymi. Przeciwny takiej pisowni był również Witold Taszycki, w tym czasie przewodniczący Komisji Nazw Miejscowości i Obiektów Fizjograficznych, jednak w publikacjach Komisji wydawanych pod jego redakcją stosowany był zapis z łącznikiem (np. w publikacji Urzędowe nazwy miejscowości i obiektów fizjograficznych, Zeszyt 9: Powiat nowosądecki i powiat miejski Nowy Sącz, wydanej w 1964, podane są takie nazwy jak: Żegiestów-Zdrój, Łomnica-Zdrój).
Wykaz urzędowych nazw miejscowości w Polsce, przygotowany w latach 1980–1982, zastosował pisownię z łącznikiem zgodną ze słownikiem Szymczaka.
W 1996 r. Wydawnictwo Naukowe PWN zaprzestało publikacji kolejnych edycji słownika ortograficznego Szymczaka i zastąpiło go Nowym słownikiem ortograficznym PWN z zasadami pisowni i interpunkcji opracowanym przez Edwarda Polańskiego. W opublikowanych tam zasadach pisowni wskazano, że w zestawieniach typu Świeradów Zdrój, Polanica Zdrój, Lądek Zdrój, Busko Zdrój, Kraków Płaszów, Wrocław Nowy Dwór lub Katowice Bogucice drugi człon pełni funkcję określenia członu pierwszego i ich wzajemny stosunek jest znaczeniowo nierównorzędny, w związku z czym należy pisać je rozdzielnie.
Należy zaznaczyć, że nazwy miejscowości, powstałych z połączenia dwóch równorzędnych organizmów o tym samym statusie, cały czas posiadały pisownię z łącznikiem (np. Bielsko-Biała, Czechowice-Dziedzice, Kędzierzyn-Koźle). Podobną nazwę z dywizem posiadało w l. 1973-1982 miasto Szczawnica-Krościenko. Pomimo iż powstało z połączenia miasta Szczawnica i wsi Krościenko, zastosowany łącznik wyraźnie wskazywał na ów fakt połączenia dwóch odrębnych jednostek administracyjnych (co w tym przypadku miało i swą rangę kulturową). Pisownię taką, jako znacznik podobnego pierwotnego statusu obu części, zastosowano nawet w przypadku miasta Czerwionka-Leszczyny, powstałego w 1992 r. de facto przez likwidację Czerwionki i włączenie jej terenu i majątku do Leszczyn.
W 2003 r. Wydawnictwo Naukowe PWN wydało Wielki słownik ortograficzny PWN (zastępujący wspomniany Nowy słownik ortograficzny PWN), który zawierał identyczną zasadę.
Słowniki PWN cieszyły się dużym autorytetem, pisownia taka zaczęła się więc upowszechniać, była stosowana m.in. na publikowanych mapach.
Wielki słownik ortograficzny PWN otrzymał rekomendację Rady Języka Polskiego. W 2002 r., odpowiadając na indywidualne pytanie, sekretarz Rady informowała, że poprawna pisownia to Rabka Zdrój, Kudowa Zdrój, Warszawa Ochota i Łódź Widzew.

## Uchwała Rady Języka Polskiego z 2004 roku
W 2004 roku kwestią rozbieżności między pisownią urzędową a zalecaną przez słowniki PWN i Radę Języka Polskiego zajęła się, na wniosek Ministerstwa Spraw Wewnętrznych i Administracji, Komisja Ortograficzno-Onomastyczna Rady Języka Polskiego. Ustalenia Komisji zostały zaakceptowane przez Radę na jej XVII posiedzeniu w dniu 7 maja 2004 roku w formie uchwały nr 11, która stanowi, że:
- Zapis z łącznikiem należy stosować dla miejscowości, których człony wspólnie identyfikują jednostkę administracyjną lub geograficzną, np. Bielsko-Biała, Busko-Zdrój, Ceków-Kolonia, Kalwaria-Lanckorona, Warszawa-Okęcie.

- Zapis bez łącznika należy stosować gdy:
  - jeden z członów nazwy miejscowej (przymiotnik) pozostaje w związku zgody z głównym członem nazwy (rzeczownikiem), np.: Nowy Sącz, Przewóz Stary, Łęgonice Małe, Brzeg Dolny.
  - pierwszym członem nazwy są wyrazy „Kolonia”, „Osada”, „Osiedle”, np. Kolonia Ostrów, Osiedle Wilga, Osada Leśna.

Uchwale towarzyszy obszerne uzasadnienie autorstwa Aleksandry Cieślikowej, w dużym stopniu powtarzające argumenty wcześniejszego artykułu.
Nie wszystkich jednak to uzasadnienie przekonuje. Jerzy Bralczyk (członek Rady Języka Polskiego od początku jej istnienia i jej wiceprzewodniczący od 2007 r.) uważał, że o nazwach dwuczłonowych powinna w dużej mierze decydować nie reguła gramatyczna, a szeroko rozumiana tradycja i odczucia mieszkających tam ludzi.
Uchwała spotkała się z krytyką prasową, na którą Rada odpowiedziała w
Komunikatach.
Niemniej wspomniana uchwała stała się podstawą zapisu nazw dwuczłonowych w obrocie urzędowym regulowanym w wykazie urzędowych nazw miejscowości i ich części, wydawanym przez Komisję Nazw Miejscowości i Obiektów Fizjograficznych przy MSWiA. 